# The Light the Dead See
The Light the Dead See – autorski album grupy elektronicznej Soulsavers i członka grupy Depeche Mode – Davida Gahana.

## Lista utworów
Opracowano na podstawie materiału źródłowego.
1. "La Ribera" (Instrumental) – 1:51
2. "In the Morning" – 3:33
3. "Longest Day" – 4:14
4. "Presence of God" – 3:45
5. "Just Try" – 4:03
6. "Gone Too Far" – 3:12
7. "Point Sur Pt. 1" (Instrumental) – 1:41
8. "Take Me Back Home" – 4:06
9. "Bitterman" – 4:51
10. "I Can't Stay" – 5:02
11. "Take" – 3:45
12. "Tonight" – 3:58

## Notowania
| Notowanie (2012)       | Pozycja na liście |
| ---------------------- | ----------------- |
| Austrian Albums Chart  | 49                |
| Ultratop 50 (Flandria) | 35                |